# غار قوری‌قلعه
غار قوری قلا (کردی: قوڕەقه‌ڵا) یا قوری قلعه، بزرگ‌ترین غار آبی خاورمیانه با پیشینهٔ ۶۵ میلیون سال است؛ که در استان کرمانشاه قرار دارد و از توابع شهرستان روانسر می‌باشد. این غار در ۲۵ کیلومتری شهر روانسر، در دامنه کوه شاهو و مشرف بر جاده روانسر - پاوه و در همسایگی روستایی به همین نام (قوری قلعه) جای گرفته‌است. آثار تاریخی به‌دست آمده از غار قوری‌قلعه نشان می‌دهد که این غار از چند هزار سال قبل مورد استفاده مردم بومی قرار داشته است.
تاکنون ۳۱۴۰ متر از فضای این غار اکتشاف شده، اما تنها امکان بازدید ار ۵۰۰ متر از آن برای بازدیدکنندگان وجود دارد.
غار قوری‌قلعه تحت مدیریت شرکت توسعه گردشگری ایران قرار دارد. همچنین بازدیدهای کنترل‌نشده باعث آسیب فراوان به داخل غار شده و در جای جای دیواره‌ها می‌توان یادگاری‌نویسی و شکستگی‌ها را دید.

## نگارخانه

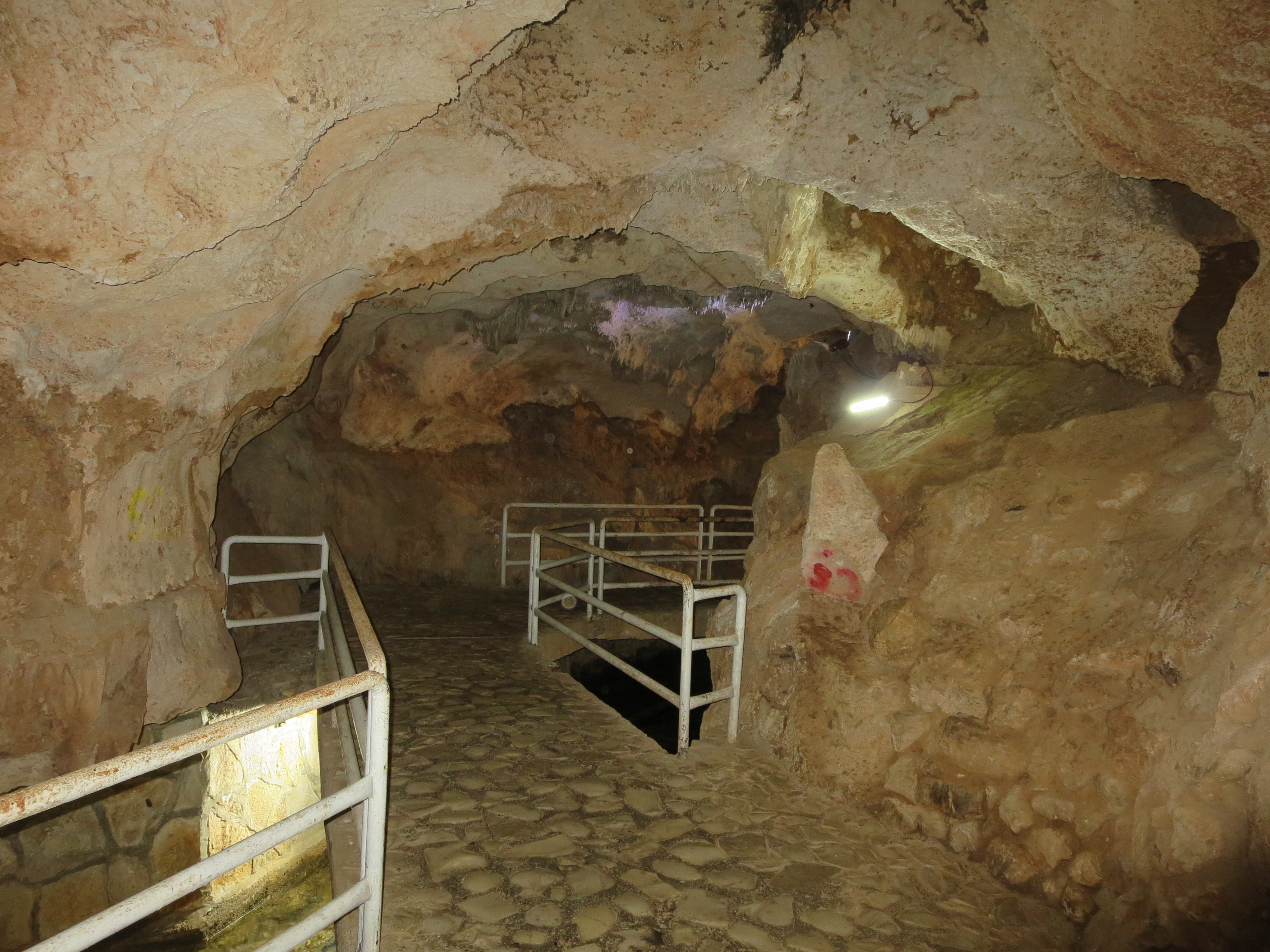
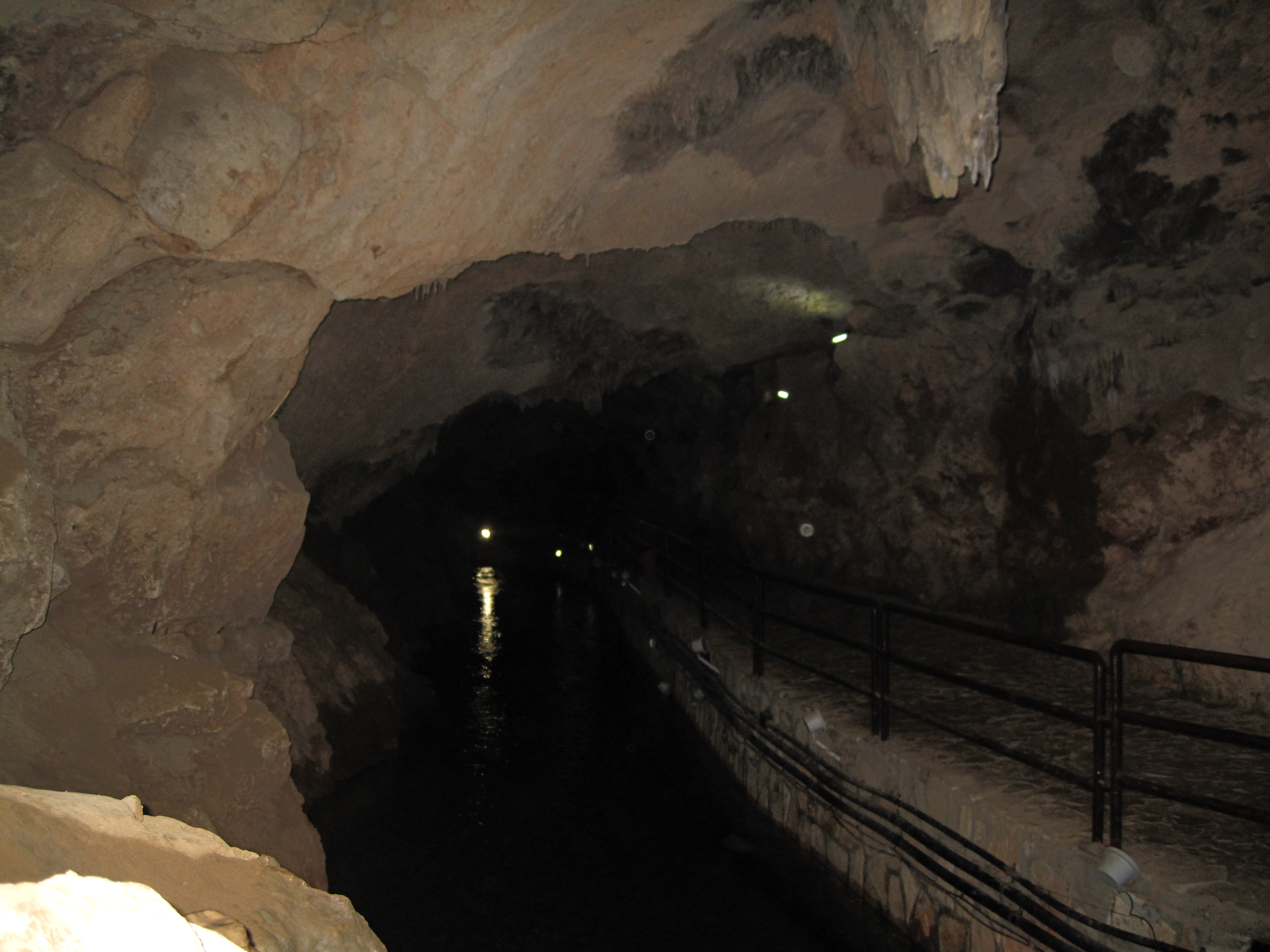
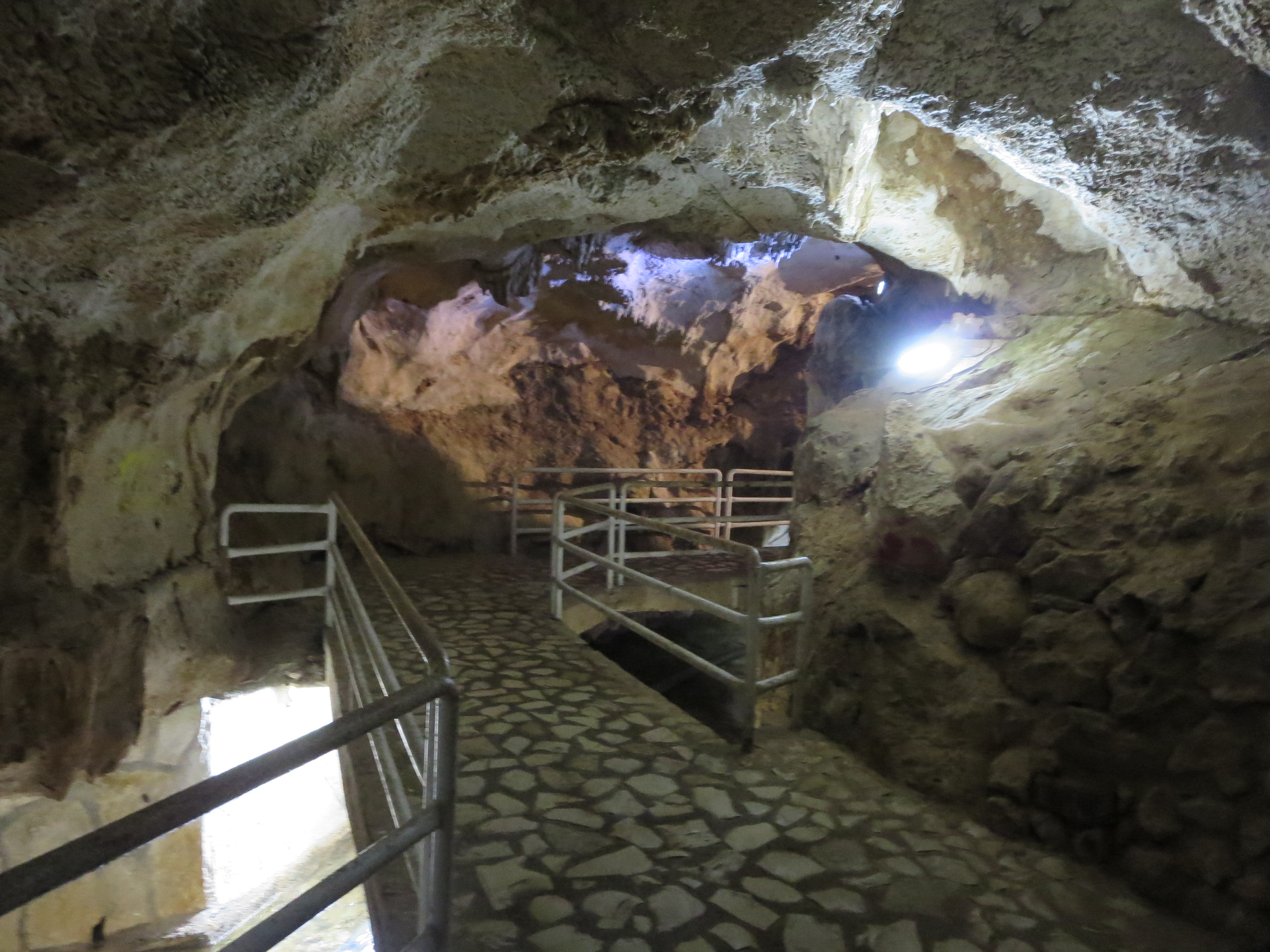

## ویژگی‌های ساختی
درازای این غار ۱۲ کیلومتر و ژرفای آن ۳۱۴۰ متر است و به عنوان یکی از هفت اثر طبیعی ملی ایران، به ثبت رسیده‌است. در سال ۱۳۵۵ یک گروه از غارشناسان انگلیسی و در سال ۱۳۵۶ گروه دیگری از غارنوردان فرانسوی بخشهایی از غار را بطول پانصدوپنجاه متر بررسی و اکتشاف کردند. در دهه ۱۳۶۰ نیز گروهی از غارنوردان کرمانشاهی بخشهای جدیدی از غار را تا عمق بیش از سه کیلومتر اکتشاف و شناسایی کردند.
ژرفای حوضچه‌های این غار به ۱۴ متر می‌رسد هم چنین دمای درون غار ۷ تا ۱۱ درجه  سانتی گراد است و دمای درونی غار در همه فصل‌های سال ثابت است. این اثر طبیعی دارای تالارهای زیبا در ۱۴۰۰ متری و ۵۰۰ متری به نام‌های تالار مریم، تالار کوهان شتر، تالار مسیر برزخ، تالار بلور و تالار عروس دارد. این غار یکی از زیباترین جاذبه‌های دیدنی و جهانگردیِ شهرستان روانسر می‌باشد.

## ثبت ملی
این غار ابتدا به عنوان اثر طبیعی ملی ایران توسط سازمان حفاظت محیط زیست جهت حفاظت زیست‌محیطی ثبت شد؛ و سپس به عنوان ۵۴اُمین اثر ملی توسط سازمان میراث فرهنگی در ۲۷ اسفند ۱۳۸۷ در فهرست میراث طبیعی ایران قرار گرفت.

## گونه‌های جانوری
از لحاظ زیست‌شناسی گونۀ نادری از خفاش به نام خفاش گوش‌موشی در غار قوری‌قلا زندگی می‌کند.

## کشف آثار تاریخی
در جریان بازسازی دهانه غار آثاری از اواخر دوره ساسانی در کف غار کشف شد که شامل هشت عدد ظرف نقره‌ای با نقش کبک و پرندگان شکاری و درنا، تکه‌های سفال و پانزده سکه ساسانی مربوط به یزدگرد سوم می‌باشد. بر روی دو ظرف نیز کتیبه‌هایی به خط پهلوی نوشته شده که توسط متخصصین ایرانی ترجمه شده ‌است. ظروف نقره از نظر متخصصان ساخت منطقه اورامان بوده و جزو ظروف محلی هستند. غارهای اطراف قوری قلعه بر اساس مطالعات باستان‌شناسی از حدود ۵۰ هزار سال پیش تا حدود ۱۲ هزار سال پیش مسکن شکارچیان عصر سنگ بوده ‌است.

## وضعیت نگهداری
غار قوری‌قلعه در ۲۷ اسفند ۱۳۸۷ توسط سازمان محیط زیست در فهرست میراث طبیعی ایران ثبت شد و در گروه غارهای درجه یک ایران قرار گرفت.
بهره‌برداری از غار قوری‌قلعه به شرکت توسعه گردشگری ایران واگذار شده است. نحوۀ مدیریت این شرکت انتقاداتی به دنبال داشته‌است.
در دی ۱۴۰۳ مدیر عامل شرکت توسعه گردشگری استان کرمانشاه اعلام کرد از سال ۱۳۸۸ هیچ اقدام توسعه‌ای و ساماندهی در این غار انجام نشده و آمار بازدیدکنندگان نیز روندی کاهشی را می‌پیماید.
تاکنون ۳۱۴۰ متر از فضای این غار اکتشاف شده، اما تنها امکان بازدید ار ۵۰۰ متر از آن برای بازدیدکنندگان وجود دارد. این در حالی‌ست که ظرفیت آزاد ساختن بازدید از حدود ۲۰۰۰ متر از آن شامل تالارهای برزخ، بلور و عروس وجود دارد.